# برسنیچیچ
برسنیچیچ (به صربی: Bresničić) یک منطقهٔ مسکونی در صربستان است که در پروکوپلیه واقع شده‌است. برسنیچیچ ۱۸ نفر جمعیت دارد.